# Wollert Konow Hesselberg
Wollert Konow Hesselberg, född den 10 juli 1832 i Bergen, död den 1 augusti 1885 på Gausdals sanatorium, var en norsk präst.
Hesselberg blev 1860 personel kapellan i Faaberg, 1865 sogneprest i Fredriksværn, 1875 residerende kapellan och 1876 kyrkoherde i Johannes kirke i Kristiania. Hesselberg var en fint bildad teolog och en utmärkt predikant och själasörjare. Han genomgick Lindemans koralbok och utarbetade tillsammans med Gustav Jensen utkast till en förändrad högmässoliturgi (1883). En årgång predikningar av honom utgavs av Gustav Jensen (1886).